# Pehr Adam Stromberg

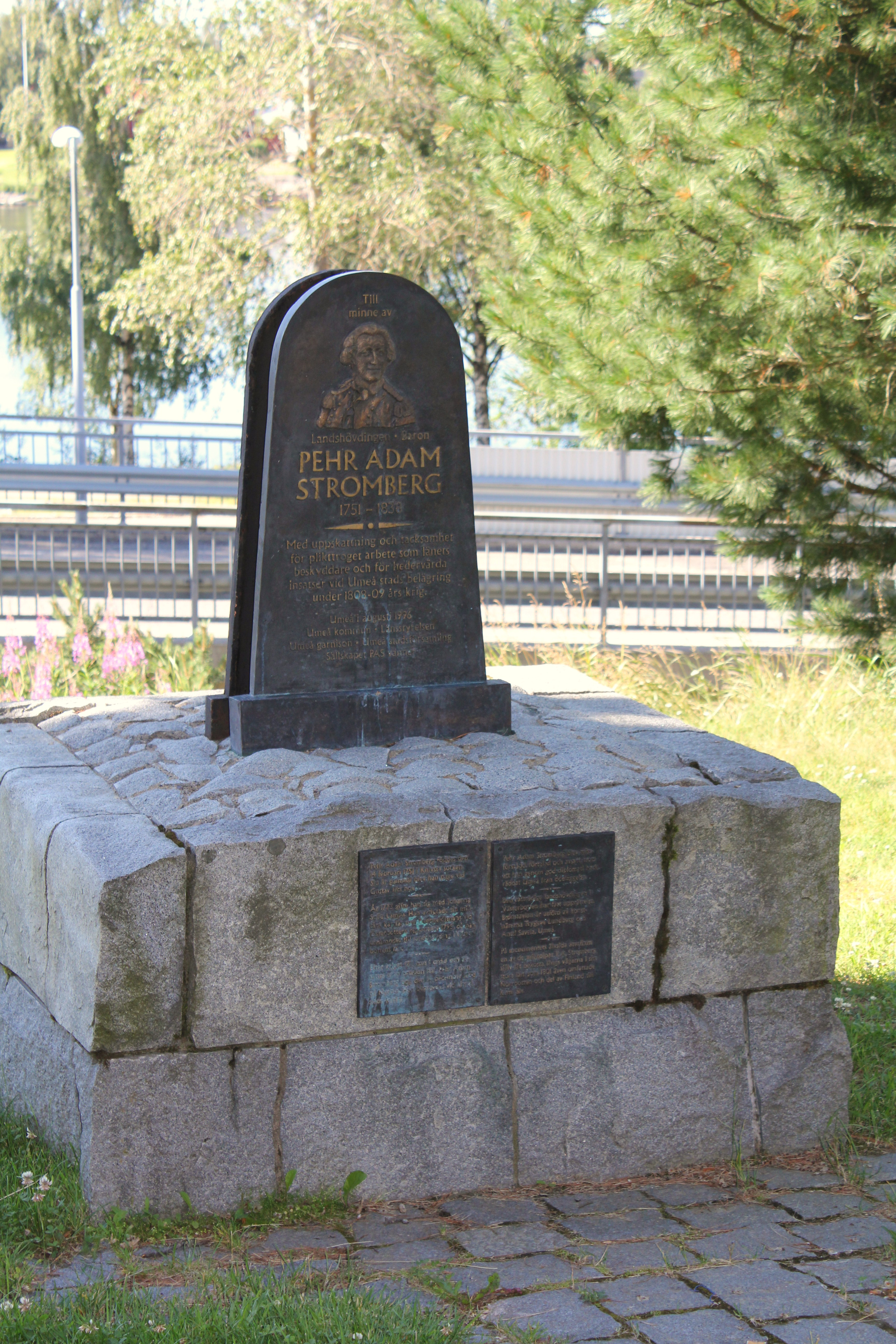
Minnesmärke över Pehr Adam Stromberg vid Umeå stads kyrka av Tryggve Lundberg och Antti Savela. Baksidan av monumentet är en milstolpe rest under Strombergs landshövdingskap.

Pehr Adam Stromberg, född 1751 i Knivsta socken, Stockholms län, död 1838 i Nydala, Umeå, var en svensk friherre, överstelöjtnant, och landshövding i Västerbottens län 1795–1811. 

## Biografi
Pehr Adam Strombergs släkt Stromberg ägde Nydala herrgård i Småland som stamgods.  Därav namnet Nydala, som han kallade sin egen gård utanför Umeå. Hans far Ulrik Alexander Stromberg var kammarherre, och hans mor Christina Bergbom, som var faderns andra hustru, var dotter till en landskamrerare på Ösel.  Pehr Adam var faderns tolfte barn av sexton och moderns första av fem – hans äldsta syster var 33 år när han föddes – men eftersom barnadödligheten var stor skulle endast tio av hans hel- och halvsyskon leva in i vuxen ålder.
Han började sin bana som page vid hovet och blev sedan major vid Österbottens regemente och 1793 överstelöjtnant.

### 1808–1809 års krig
Under kriget mot Ryssland 1808–1809 var Stromberg landshövding för Västerbottens län, som då sträckte sig från Umeå i söder till Torneå i norr – ett alltför stort område för att Stromberg skulle kunna balansera arméns krav mot civilbefolkningens behov. Han anklagades dessutom för att ha tagit emot gåvor av ryssarna. Sedan Sverige förlorat Finland utpekades Stromberg offentligt som personligen ansvarig för detta, och för hur länets kust drabbades av ryssarna som ockuperade området. Han tvingades bort från landshövdingeämbetet den 28 november 1811 utan rätt till pension. Avsättningen behöver dock inte enbart ha berott på hans handlingar under kriget utan kan ha varit en del i den inrikespolitiska maktkampen efter statskuppen 1809, då trogna gustavianer som Stromberg rensades ut. 

## Nydala gård
Stromberg fick lämna länsresidenset i Umeå och flytta ut till obrukad skogsmark norr om Tavlesjön (nuvarande Nydalasjön) utanför Umeå. Med hjälp av hustrun Johanna Lampas förmögenhet kunde marken förädlas, genom utdikning av myrmark, till ett mönsterjordbruk på 100 hektar och med 18 anställda. Gården var så stor och präktig att den i folkmun kallades "Schlotte" (slottet). Området och sjön döptes till Nydala efter den Strombergska herrgården i Småland. 
Efter bakslag med missväxt och eldsvådor 1831 var Stromberg bankrutt och gården fick således nya ägare, men Strombergs tilläts stanna kvar till sin död. Stromberg hade tre döttrar varav två, Fredrika och Elisabeth, nådde vuxen ålder. Dessa två gifte sig med varsin bror och generalmajor von Knorring.
Där gården låg finns idag skogsområden i utkanterna av stadsdelarna Marieberg och Mariehem samt Umeås campingplats och Nydala fritidsområde.

## Strombergs väg
Idag är Strombergs väg i östra Umeå uppkallad efter honom. Vägens gamla sträckning på östra sidan om Hamrinsberget anses följa Baronstigen som Stromberg brukade vandra för att från Hamrinsberget se ut över Umeå. En bit av Baronstigen finns kvar, nämligen cykelvägen mellan Bräntberget och Blåbärsvägen på Berghem.

## Minnesmärke vid Umeå stads kyrka
När Kyrkbron skulle byggas över Ume älv för att avlasta den gamla Tegsbron förlängdes vid brobygget Östra Kyrkogatan och drogs genom Umeå stadskyrkas ödekyrkogård där Strombergs familjegrav återupptäcktes. Kvarlevorna återbegravdes senare invid stadskyrkan.